# Мото-Пфое
Мото-Пфое (на немски: Moto-Pfohe) е българска компания, собственост на немската фирма Hugo Pfohe, вносител на автомобили на световните марки Форд, Ягуар, Волво, Ланд Ровър за България.
Компанията е създадена на 26 юли 1991 година, от Карл-Хайнц Пфое.
Мото-Пфое разполага с изградена мрежа за продажби и следпродажбен сервиз, в основните градове в страната.
На 21 ноември 2017 г. предприятието е купено от японската търговска компания „Сумитомо Шоджи“.